# Selet (Lövångers socken, Västerbotten)
Selet är en sjö i Skellefteå kommun i Västerbotten och ingår i Mångbyåns huvudavrinningsområde. Sjön har en area på 0,0622 kvadratkilometer och ligger 12 meter över havet.

## Delavrinningsområde
Selet ingår i det delavrinningsområde (714738-176663) som SMHI kallar för Utloppet av Avafjärden. Medelhöjden är 23 meter över havet och ytan är 20,17 kvadratkilometer. Räknas de 25 avrinningsområdena uppströms in blir den ackumulerade arean 217,65 kvadratkilometer. Avrinningsområdets utflöde Mångbyån mynnar i havet. Avrinningsområdet består mestadels av skog (64 procent) och öppen mark (10 procent). Avrinningsområdet har 1,98 kvadratkilometer vattenytor vilket ger det en sjöprocent på 9,8 procent. Bebyggelsen i området täcker en yta av 0,27 kvadratkilometer eller 1 procent av avrinningsområdet.